# Nome ed epiteti di Gesù
Nei libri del Nuovo Testamento, pervenutici in un greco caratterizzato da numerosi semitismi, Gesù è indicato oltre che col nome proprio da vari epiteti e titoli. Molti degli appellativi derivano dall'Antico Testamento, e sono applicati dagli autori del Nuovo Testamento a Gesù con la consapevolezza che fosse il Messia atteso dal popolo ebraico.

## Gesù
Nei libri del Nuovo Testamento il nome usato maggiormente è Ἰησοῦς 
(Iēsoûs, IPA: /gesu/ 917 volte), che attraverso la mediazione del Iesus adottato dalla Vulgata latina ha originato l'italiano "Gesù".
Il nome greco è la traslitterazione dell'aramaico (lingua correntemente parlata da Gesù e dai giudei palestinesi suoi contemporanei) יֵשׁוּעַ (Yēšūa' ), che è pertanto il 'vero nome' di Gesù.
La forma aramaica deriva a sua volta dall'ebraico יְהוֹשֻׁעַ (Yĕhošūa' ), che significa letteralmente "YH(WH) (è) salvezza" (cf. Mt1,21).
La Vulgata e le versioni moderne della Bibbia applicano il nome "Gesù" al solo Gesù di Nazaret, lasciando supporre che questi avesse un nome, per così dire, unico e speciale. In realtà il nome era comune: Giosuè, successore di Mosè nella guida del popolo ebraico e protagonista dell'omonimo libro, aveva lo stesso nome di Gesù (יְהוֹשֻׁעַ nel testo masoretico ebraico, Ἰησοῦς nella traduzione greca dell'Antico Testamento della Settanta), come anche altri personaggi dell'Antico Testamento (un sommo sacerdote, cf. Zac3,1;3,8-10;Esd3,2-9;6,14-17; un certo Giosuè di Bet-Semes, cf. 1Sam6,14.18; un governatore di Gerusalemme, cf. 2Re23,8). Nel Nuovo Testamento viene citato tale "Gesù, chiamato Giusto", compagno d'opera di Paolo di Tarso Col4,11.
Giuseppe Flavio nei suoi scritti cita una ventina di uomini chiamati "Gesù", quattro dei quali erano gran sacerdoti, e almeno dieci vivevano nel primo secolo.
Gli appellativi sono elencati secondo il numero di ricorrenze.

## Cristo
"Cristo" (Xριστός, Christòs) compare nel Nuovo Testamento complessivamente 529 volte (p.es. Mt1,1), spesso unito al nome proprio Gesù (Gesù Cristo). Il sostantivo, o meglio aggettivo sostantivato, deriva dal verbo χρίω, "ungere", e significa dunque letteralmente "unto". Ha lo stesso significato del termine ebraico מָשִׁיחַ (mašíaḥ, "unto"), dal quale deriva l'italiano messia.
Il significato di questo titolo onorifico, che nella sua traduzione letterale (unto) può sembrare curioso, deriva dal fatto che nell'antico Israele re, sacerdoti e profeti (p.es. 1Sam16,13;Es29,7;Is61,1) venivano solitamente scelti e consacrati tramite un'unzione, o meglio profumati con unguenti aromatici (nell'antichità i profumi erano a base di olio, mentre attualmente sono a base di alcool). La traduzione formale (cioè a senso) del termine è dunque "eletto", "scelto", "consacrato".
All'epoca di Gesù il Cristo-Messia era l'inviato di Dio atteso dal popolo ebraico, dal quale ci si aspettava in particolare il riscatto sociale e politico dalla dominazione romana.

## Signore
"Signore" (Kyrios, in greco antico: Κύριος) è applicato a Gesù 125 volte, soprattutto in Atti e nelle Lettere (vedi per esempio in Gv13,13-14;At15,26). Altre 2 volte il termine appare nella traslitterazione dell'originario aramaico "mara" (1Cor16,22;Ap22,20). Spesso è unito all'aggettivo "nostro", che ha generato l'espressione cristiana stereotipata "nostro Signore Gesù Cristo".
Il titolo onorifico, nel greco classico privo di valore religioso, è particolarmente significativo applicato a Gesù in quanto è il termine col quale la traduzione greca della Settanta rende il prototermine masoretico ebraico יהוה‎ (Yahweh), cioè il nome proprio di Dio.
Secondo alcuni studiosi tuttavia il termine sarebbe un comune titolo onorifico, senza una precisa connessione con la divinità. In particolare, Géza Vermes ha sostenuto che "Signore" fosse un titolo di rispetto per un maestro, in quanto in molti passi neotestamentari è possibile sostituire a "Signore" il titolo "maestro", senza cambiare il significato della frase.
Anche secondo Paul J. Achtemier il titolo, applicato a Gesù, non richiama la sua divinità ma la sua messianicità (vedi Sal110,1;At2,34).

## Figlio dell'uomo
Un titolo che Gesù applica spesso riferendosi a se stesso è Figlio dell'uomo (υἱὸς τοῦ ἀνθρώπου, yiòs tù anthròpu), dove "uomo" indica l'essere umano, non il maschio (il greco usa ἀνήρ, anèr). Ricorre 84 volte (per esempio in Mt16,13).
L'espressione nella sua traduzione letterale può sembrare curiosa e ridondante: ogni essere umano è figlio di un essere umano. Tuttavia nella tarda tradizione ebraica (vedi l'espressione aramaica בר נשא, bar nasha), nella quale si inserisce il Nuovo Testamento, l'espressione aveva una forte connotazione messianico-escatologica (cfr. Dan7,13-14).
L'espressione sta a sottilineare la natura umana di Cristo, figlio di un altro essere umano.
L'espressione figlio dell'uomo è presente anche nei Libro dei Salmi e in Ezechiele.

## Rabbi, Rabbuni, Maestro
"Rabbì" (Ραββί, 12 volte,); "Rabbuni" (Ραββουνί, 2 volte); "Maestro" (διδάσκαλος, didàskalos, 42 volte, oppure Ἐπιστάτης, Epistàtes, 7 volte).
Il titolo onorifico ebraico Rabbi (conservato ad esempio nell'italiano Rabbino) e il suo sinonimo indicante confidenza Rabbuni indicavano un esperto della Sacra Scrittura. La radice ebraica רַב (rab, letteralmente molto, grande) lo rende affine al termine maestro (dal latino magister, letteralmente più grande).
In Mt23,1-10, Gesù critica i farisei e gli scribi per le loro vanterie e la loro mancata osservanza della morale e del buon comportamento, affermando che il titolo di Rabbi può essere attribuito solo a Dio e al Cristo. Secondo il talmudista Shmuel Safrai, Gesù era un rabbino nel senso accademico della parola e, sebbene non vedesse di buon occhio i farisei, raccomandava comunque ai suoi ascoltatori di comportarsi come essi insegnavano, quindi di mettere in pratica i loro insegnamenti.

## Figlio di Dio
Gesù è detto "Figlio di Dio" (υἱὸς τοῦ θεοῦ, uiòs tù theù, oppure θεοῦ υἱὸς, theù uiòs) o "dell'Altissimo" (ὕψίστου, hipsìstu), per un totale di 52 volte, come ad esempio in Mc15,39.
Nell'Antico Testamento l'espressione indica una relazione stretta e indissolubile tra Dio e un uomo o una comunità umana. Nel Nuovo Testamento il titolo si riveste di un nuovo significato, indicando una filiazione vera e propria (v. Lc1,26-38).

## Re
Gesù viene detto "Re" (βασιλεύς, basilèus), "Re dei Giudei" (βασιλεύς τῶν Ἰουδαίων, basilèus ton Iudàion), "Re d'Israele" (βασιλεύς Ἰσραήλ, basilèus Israèl), "Re dei re" (βασιλεύς βασιλέων, basilèus basilèon) per un totale di 35 volte, soprattutto nei racconti della passione,) e Figlio di Davide (υἱός Δαυὶδ, uiòs Davìd) altre 12 volte.
L'attributo della regalità era correlato al Messia atteso dagli Ebrei, che era considerato discendente ed erede del Re Davide. Gesù, pur identificandosi come Messia, non si è però attribuito le prerogative politiche che questo comportava (vedi Gv6,15;18,36).
Oltre a questi passi espliciti sia Matteo (Mt1,1-1,16) che Luca (Lc3,23-38) riportano una genealogia dettagliata che, sebbene risulti discordante (vedi Genealogia di Gesù), ha l'intento di attribuire a Gesù una discenza davidica e dunque regale e messianica.

## Profeta
"Profeta" (προφήτης, profètes) è applicato a Gesù 15 volte.
Ad esempio il termine viene usato nel racconto in cui Gesù appare ai discepoli a Emmaus nel vangelo secondo Luca capitolo 24.
Il titolo nell'Antico Testamento, sul quale si innesta il Nuovo Testamento, indica una persona chiamata da Dio per parlare a suo nome di fronte al popolo, talvolta prevedendo eventi futuri.

## Sacerdote
Gesù è detto "Sommo Sacerdote" (ἀρχιερεὺς, archierèus) o Sacerdote (ἱερεὺς, hierèus) 17 volte, solo nella Lettera agli Ebrei).
Il titolo nell'Antico Testamento, sul quale si innesta il Nuovo Testamento, indica l'uomo sacro abilitato per nascita a svolgere i riti religiosi dedicati a Dio, essendo così un intermediatore tra Dio e il popolo.

## Nazoreo
In Vangeli e Atti Gesù è chiamato 13 volte "Nazoreo" (ναζωραῖος, nazoràios). Al sostantivo sono stati attribuiti diversi significati:
- l'interpretazione data all'interno dello stesso Nuovo Testamento (vedi Mt2,23[36]) è che si riferisca alla città di Nazaret, dunque che equivalga a 'Nazareno' o 'di Nazaret', e per questo la Vulgata e diverse traduzioni moderne (vedi Bibbia CEI) lo rendono in tal senso.
- è possibile che oltre a indicare una variante indicante gli abitanti di Nazareth venga appositamente per questo utilizzato come neologismo dall'autore il quale unisce le due parole ναζ(consacrato, prende la stessa radice di ναζιραίος, nazireo) e ωραῖος(tempo opportuno, tempo maturo[37]) che letteralmente significherebbe  il consacrato del tempo opportuno, parafrasandolo: il Cristo che ha adempiuto, portato a pienezza, le profezie dei profeti nei tempi prescritti(Gesú il Nazareno/Nazoreo)
- è possibile che il termine non abbia un valore geografico ma indichi che Gesù era un nazireo, cioè avesse fatto uno speciale voto di consacrazione chiamato nazireato.[38] Una conferma indiretta si troverebbe nella Sindone che, se autentica, mostrerebbe Gesù con i capelli lunghi, caratteristica non comune che contraddistingueva appunto i nazirei. Di contro, nella Settanta il nazireo è reso in greco con ναζιραίος (naziràios, 1Mac3,49[39]) o ναζιρ (nazir, Gdc13,5[40]), non col neotestamentario ναζωραῖος (nazoràios).
- secondo una terza teoria, "Nazareno" era il titolo corrispondente al livello di Maestro presente all'interno della comunità degli Esseni. Tale teoria si basa sullo studio dei rotoli del Mar Morto, ritrovati presso Qumran nel 1946.[senza fonte]
- secondo altre teorie dei padri della Chiesa Matteo si riferirebbe a una profezia non pervenutaci

## Nazareno
Per 4 volte Gesù viene detto "di/da Nazaret" (από/ὲκ Ναζαρέτ/Ναζαρέθ, apò / ek Nazarèt), e altre 6 volte è detto "Nazareno" (ναζαρηνός, nazarenòs, nella Vulgata Nazarenus) o, secondo alcuni ne costituisce una variante di Nazareno, Nazoreo (ναζωραῖος, nazoràios) usato 13 volte) . Secondo la tradizione cristiana, l'espressione e l'aggettivo sono riferiti alla città di origine di Gesù, Nazaret. Una minoranza di studiosi tuttavia contesta che la città di origine di Gesù fosse Nazaret.

## Dio
Dio (Θεός, Theòs), nel Nuovo Testamento, è attribuito a Gesù 7 volte, di cui 4 esplicitamente e 3 tramite perifrasi.
Sulla base di questi passi e della predicazione apostolica, la tradizione cristiana, a partire dal Concilio di Nicea del 325, ha dichiarato la consustanzialità di Gesù Figlio a Dio Padre.
Secondo alcuni esegeti cristiani anche l'esclamazione di Gesù "Io Sono" (vedi Mc14,62;Gv8,24;8,58;18,5), riecheggiante Es3,14, è un'implicita autoidentificazione di Gesù con Dio.
Un altro passo dove Gesù viene identificato con Dio, lo si può trovare nel vangelo secondo Giovanni capitolo 20 al versetto 28 dove Didimo vedendoLo risorto esclama: "mio Signore e mio Dio".

## Logos/Verbo/Parola
Verbo (λόγος, lògos, 6 volte negli scritti giovannei). Il sostantivo greco, fortemente polisemico (parola, ragione, calcolo, ragion d'essere), quando ha valore di nome proprio riferitamente a Gesù viene reso in alcune traduzioni (cfr. Bibbia CEI) con "Verbo", calco del latino Verbum della Vulgata.

## Figlio di Giuseppe
Figlio di Giuseppe (υἱὸς Ιωσήφ, uiòs Iosèf, 4 volte). Secondo i vangeli però tale legame non era carnale (vedi Mt1,20;1,25;Lc1,34) ma solo 'putativo', cioè la figliolanza era reputata tale dai contemporanei (vedi Lc3,23).

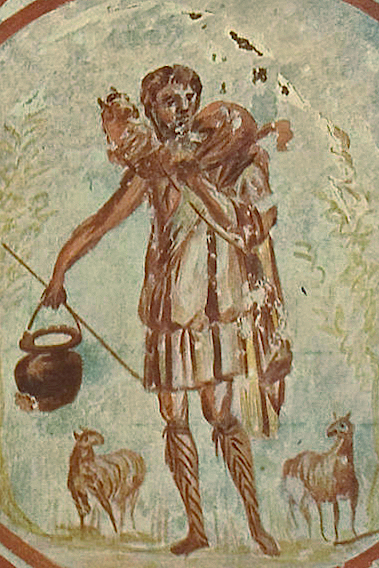
Gesù buon pastore come è raffigurato in un affresco del III secolo nelle catacombe di San Callisto a Roma.

## Emmanuele
In Mt1,23 l'"angelo del Signore", rivolto a Giuseppe, chiama il figlio che sta per nascere Emmanuele (Εμμανουήλ), traslitterazione dell'ebraico עִמָּנוּאֵל ('Immanuèl), letteralmente "con-noi-Dio". Il passo rappresenta l'adempimento dell'oracolo messianico di Is7,14.
Il nome non è presente altrove nel Nuovo Testamento.

## Allegorie
Oltre a questi epiteti, soprattutto nel Vangelo secondo Giovanni vengono applicate a Gesù espressioni allegoriche come: 
- agnello, agnello di Dio, agnello immolato (Gv1,29;1,36;1Pt1,19[54] e soprattutto in Apocalisse, 29 volte[1])
- luce, luce del mondo (Gv1,9,3,19;8,12;9,5;12,35;12,36;12,46[55])
- pastore, Buon Pastore, pastore grande (Gv10,11;10,14;Eb13,20;1Pt2,25;1Pt5,4;Ap7,17[56])
- pane della vita, pane vivo, pane di Dio (Gv6,33;6,35;6,41;6,48;6,51;6,58[57])
- vita (Gv11,25;14,6;1Gv1,2[58]), autore della vita (At3,15[59])
- vite (Gv15,1;15,5[60])
- ultimo Adamo (1Cor15,45[61])
- porta (Gv10,7[62])
- via (Gv14,6[63])
- verità (Gv14,6[64])
- stella radiosa del mattino (Ap 22,16)
- Immagine di Dio ( 2 Cor 4,4) o immagine del Dio invisibile
- Santo ( At 3,14)
- Giusto ( At 3,14)
- Roccia ( 1 Cor 10,4)
- Lo splendore della Gloria di Dio ( Ebr 1,3)
- Potenza e Sapienza di Dio ( 1cor 1,24)
- Il Sole che sorge ( Lc 1,78)
- Salvezza di Dio ( Lc 2,30)
- Santo Servo di Dio (At 4,30)
- Figlio del Benedetto ( Mc 14,61)